# Gerald Boland

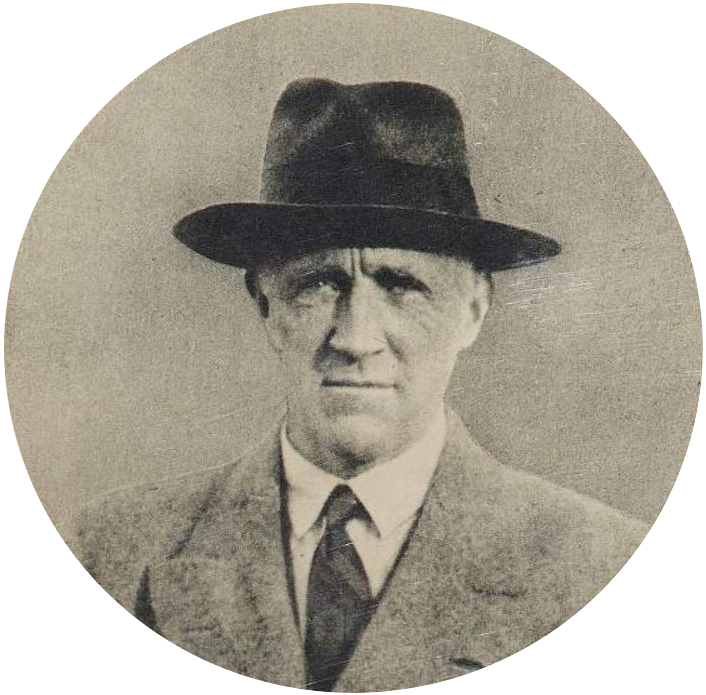
Gerald Boland

Gerald Boland (irisch Gearroid Ua Beolláin, * 25. Mai 1885 in Manchester; † 5. Januar 1973 in Dublin) war ein irischer Politiker der Fianna Fáil.

## Biografie
Boland, der von Beruf Ingenieur war, war der ältere Bruder von Harry Boland, dem zeitweiligen Vorsitzenden der Irischen Republikanischen Bruderschaft.
Er selbst begann seine nationale politische Laufbahn als Kandidat der Republikaner 1923 mit der Wahl zum Abgeordneten (Teachta Dála) des Unterhauses (Dáil Éireann), wobei er seinen Parlamentssitz allerdings nicht einnahm. 1927 wurde er dann als Vertreter der Fianna Fáil ins Unterhaus gewählt und gehörte diesem für den Wahlkreis Roscommon nach elf anschließenden Wiederwahlen bis 1961 an.
Im März 1932 wurde er Parlamentarischer Sekretär beim Präsidenten des Exekutivrates (vergleichbar dem heutigen Premierminister) des Irischen Freistaates sowie zugleich beim Verteidigungsminister und hatte diese Ämter mit Ausnahme einer kurzen Unterbrechung bis Februar 1933 inne.
Am 11. November 1936 wurde er Minister für Post und Telegrafie und behielt dieses Amt bis zum 21. Juli 1937. Zeitgleich war er vom 11. November 1936 bis zum 8. September 1939 Minister für Ländereien. Am 8. September 1939 ernannte ihn Premierminister (Taoiseach) Éamon de Valera zum Justizminister in dessen Kabinett, dem er bis zum 18. Februar 1948 angehörte.
Nach dem erneuten Wahlsieg der Fianna Fáil bei den Unterhauswahlen 1951 wurde Boland am 13. Juni 1951 von Premierminister de Valera zum Justizminister ernannt und behielt dieses Amt bis zum Ende von de Valeras Amtszeit am 2. Juni 1954.
Nachdem er 1961 eine Wahlniederlage erlitten hatte und aus dem Unterhaus ausgeschieden war, wurde er als Vertreter der Gruppe für Industrie und Handel Mitglied des Senats (Seanad Éireann), dem er zuletzt von 1965 bis 1969 als vom Premierminister nominiertes Mitglied angehörte. 1969 verzichtete er auf eine erneute Bewerbung als Senator und zog sich aus dem politischen Leben zurück.
Sein Sohn Kevin Boland war ebenfalls Abgeordneter und wurde 1970 als Minister wegen der irischen Waffenkrise entlassen. Aus Protest dagegen trat er selbst als Vizepräsident sowie Treuhänder (Trustee) der Fianna Fáil zurück.